# Koumandines
Cet article concerne le peuple koumandin. Pour la langue koumandine, voir Qumanda.
Les Koumandines (ou Kumandy, Kumanda, Qumandy, Qumanda) sont un sous groupe ethnique des Altaïens vivant dans la République de l'Altaï,
Leur population s'élève à 2 892 membres au recensement de 2010.